# IS Örnia
IS Örnia är en svensk fotbollsklubb baserad i Halmstad, bildad 27 april 1927. Laget spelar säsongen 2025 i division 6 Södra inom Hallands Fotbollsförbund, som de året innan slutade trea i.

## Historia
Klubbens hemmaarena är Alevallen, men en kuriositet är att klubben 1928 och några år framåt spelade sina hemmamatcher på Fröslida IP (i nuvarande Hylte kommun).
Sedan 2005 är Örnias ungdomsverksamhet sammanslagen med IS Halmia. Resultatet blev IS Halmia/Örnia U. Bland annat är IS Örnia medarrangör till "Halmiafemman" tillsammans med IS Halmia.